# (847) Agnia
(847) Agnia ist ein Asteroid des mittleren Hauptgürtels, der am 2. September 1915 vom russischen Astronomen Grigori Nikolajewitsch Neuimin am Krim-Observatorium in Simejis bei einer Helligkeit von 12,7 mag entdeckt wurde. Nachträglich konnte der Asteroid bereits auf Aufnahmen nachgewiesen werden, die am 26. September und 7. Oktober 1906 und am 13. und 24. Januar 1908 an der Landessternwarte Heidelberg-Königstuhl sowie vom 8. bis 14. Oktober 1906 an der Universitätssternwarte Wien gemacht worden waren.
Der Asteroid wurde benannt zu Ehren von Agnia Iwanowna Bad’ina (1877–1956), einer Ärztin aus Simejis auf der Krim.

## Wissenschaftliche Auswertung
Aus Ergebnissen der IRAS Minor Planet Survey (IMPS) wurden 1992 erstmals Angaben zu Durchmesser und Albedo für zahlreiche Asteroiden abgeleitet, darunter auch (847) Agnia, für die damals Werte von 28,0 km bzw. 0,17 erhalten wurden. Eine Auswertung von Beobachtungen durch das Projekt NEOWISE im nahen Infrarot führte 2011 zu vorläufigen Werten für den Durchmesser und die Albedo im sichtbaren Bereich von 30,3 km bzw. 0,15. Nachdem die Werte nach neuen Messungen mit NEOWISE 2012 auf 29,8 km bzw. 0,15 geändert worden waren, wurden sie 2014 auf 24,9 km bzw. 0,26 korrigiert.
Eine spektroskopische Untersuchung von 820 Asteroiden zwischen November 1996 und September 2001 am La-Silla-Observatorium in Chile ergab für (847) Agnia eine taxonomische Klassifizierung als S-Typ. Untersuchungen im November 1994, Januar 1996 und Februar 2001 im sichtbaren und infraroten Spektralbereich lieferten Emissionsspektren, die auf eine Mischung von Pyroxenen mit niedrigem und hohem Calcium-Gehalt und einen geringen Anteil an Olivin auf der Oberfläche von (847) Agnia hinwiesen.
Photometrische Beobachtungen des Asteroiden erfolgten erstmals vom 10. bis 14. März 1992 am La-Silla-Observatorium in Chile. Da in den drei Beobachtungsnächten nur Lichtkurven mit wenig Veränderungen aufgezeichnet wurden, konnte daraus noch keine Rotationsperiode abgeleitet werden. Bei neuen Beobachtungen vom 26. Dezember 2004 wurde dann eine Periode von 14,826 h bestimmt, während im gleichen Zeitraum weitere Messungen vom 14. Dezember 2004 bis 11. Januar 2005 am Carbuncle Hill Observatory in Rhode Island erfolgten. Aus der gemessenen Lichtkurve wurde hier eine Rotationsperiode von 14,827 h abgeleitet.
Eine Auswertung von archivierten Lichtkurven des United States Naval Observatory (USNO) in Arizona ermöglichte in einer Untersuchung von 2011 erstmals die Berechnung eines dreidimensionalen Gestaltmodells des Asteroiden für zwei alternative Positionen der Rotationsachse mit prograder Rotation und einer Periode von 14,8247 h.
Zwischen 2012 und 2018 wurden mit der All-Sky Automated Survey for Supernovae (ASAS-SN) auch photometrische Daten von 20.000 Asteroiden aufgezeichnet. Auf mehr als 5000 davon konnte erfolgreich die Methode der konvexen Inversion angewendet werden, darunter auch (847) Agnia, für die in einer Untersuchung von 2021 ein verbessertes dreidimensionales Gestaltmodell für zwei alternative Rotationsachsen mit prograder Rotation und einer Periode von 14,8249 h berechnet wurde.
Aus archivierten Daten des Asteroid Terrestrial-impact Last Alert System (ATLAS) aus dem Zeitraum 2015 bis 2018 konnte in einer Untersuchung von 2022 mit der Methode der konvexen Inversion eine Rotationsperiode von 14,8251 h bestimmt werden.

## Agnia-Familie
(847) Agnia ist namensgebendes und größtes Mitglied einer Asteroidenfamilie mit ähnlichen Bahneigenschaften, wie eine Große Halbachse von 2,47–2,82 AE, eine Exzentrizität von 0,06–0,09 und eine Bahnneigung von 3,0°–4,9°. Taxonomisch handelt es sich um Asteroiden der Spektralklasse S, Q und L, die mittlere Albedo liegt bei 0,22. Der Agnia-Familie wurden im Jahr 2019 etwa 3750 Mitglieder zugerechnet, ihr Alter wurde auf 750 ± 150 Mio. Jahre geschätzt.